# 格洛代尼

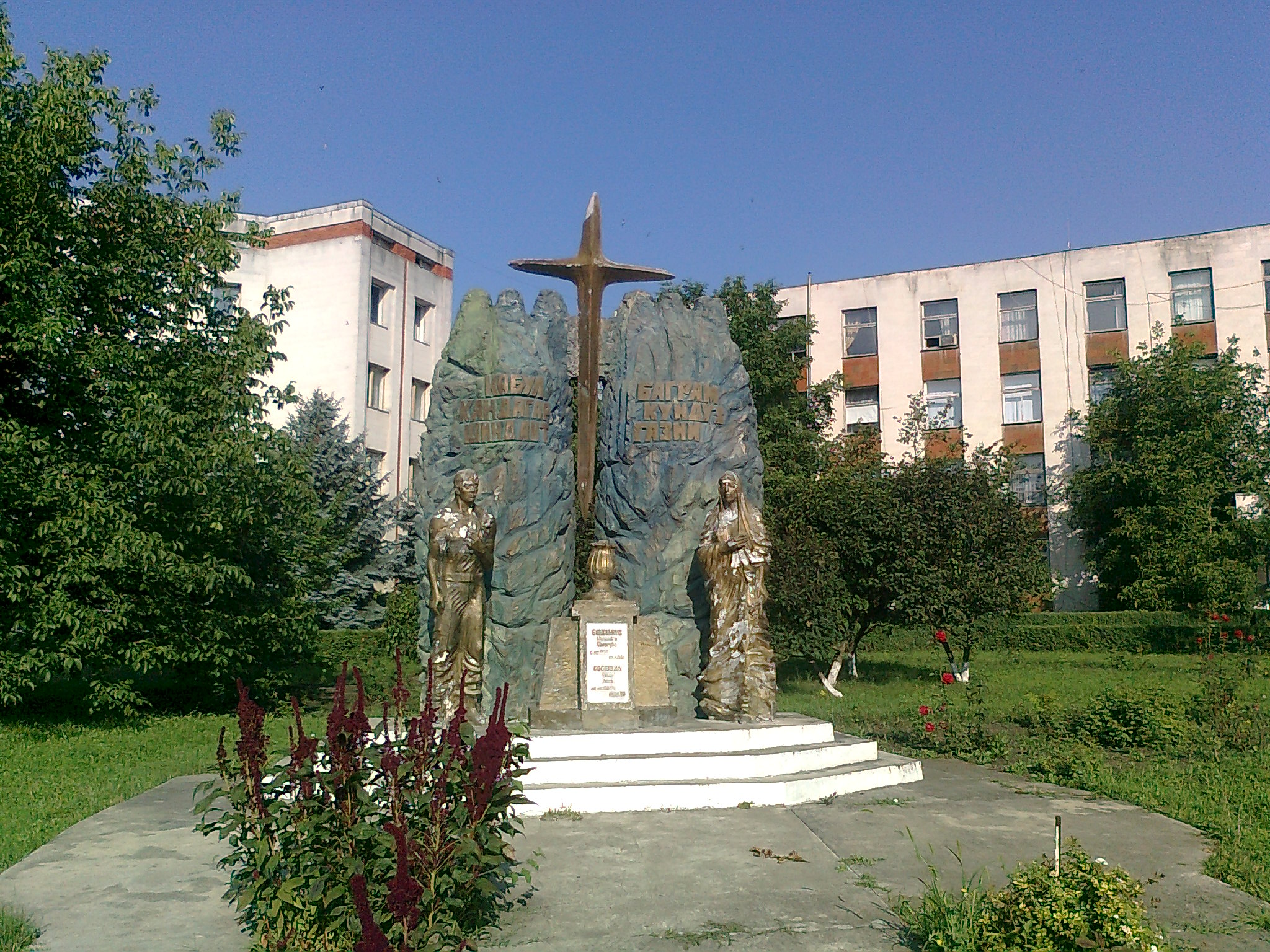

格洛代尼是摩爾多瓦的城鎮，也是格洛代尼區的首府，位於該國西北部，距離伯爾茲31公里，海拔高度129米，是該地區的農產品加工中心，2012年人口11,600。
47°46′N 27°31′E / 47.767°N 27.517°E